# آلي بروك
آليسون بروك هيرنانديز ((بالإنجليزية: Allyson Brooke Hernandez)، مزدادة في 7 يوليو 1993) هي مغنية أمريكية اشتهرت خلال مشاركاتها ضمن فرقة فيفث هارموني.

## النشأة
ولدت آلي بروك وترعرعت في سان أنطونيو بولاية تكساس، والداها هما «جيري» و«باتريسيا هيرنانديز». آلي ولدت بشكل مبكر قبل 6 أسابيع من موعد الولادة وكان وزنها لايتعدى باوند واحد و4 أونصات. لآني أصول مكسيكية، تلقت تعليمها الأساسي في مدرسة كاثوليكية بسان أنطونيو. وأكملت دراستها الثانوية على شكل تعليم منزلي. تعتبر سيلينا مصدر لإلهامها وقوتها.

## الحياة الفنية

### فيفث هارموني وإكس فاكتور
شاركت آلي في تجارب الأداء الخاصة ببرنامج ذا إكس فاكتور أمريكا، حيث غنت أغنية "On My Knees"، وحصلت على قبول للبقاء في البرنامج إلا أنها ما فتئت أن أقصيت في الدور المقبل، لكنها عادت مرة أخرى مع كل من كاميلا كابيلو، لورين جوريجوي، داينا جان ونورماني في فرقة مشتركة أطلق عليها اسم فيفث هارموني. المجموعة استطاعت الوصول إلى العرض النهائي وحصلت على المركز الثالث.
بعد إكس فاكتور وقعت المجموعة عقدا مع شركتي سايكو ميوزيك وإبك ريكوردز وأصدرن أول أسطوانة مطولة لهن بعنوان «معا أفضل» (بالإنجليزية: Better Together)} في 2013، إضافة إلى ألبومي «انعكاس» (بالإنجليزية: Reflection) سنة 2015 و"7/27" في 2016. كما أصدرن ألبومهن الثالث بنفس اسم الفرقة في 25 أغسطس 2017، وفي 19 مارس 2018 أعلنت المجموعة عن توقفها مؤقتا للتركيز على الأعمال المنفردة.

## الأعمال الخيرية
خلال عملها مع فيفث هارموني كان لآلي عدة مشاريع خيرية خاصمة مع منظمة DoSomething.org الخيرية و«مؤسسة ريان سيكتريتس»، كما عُيِّنت كسفيرة ل«مسيرة دايم» وهي منظمة خيرية مهتمة بمساعدة الأمهات والرضع في حالة صعبة.

## ديسكوغرافيا

### الأغاني المنفردة
| العنوان                            | السنة | المراكز | المراكز | المراكز | الألبوم          |
| العنوان                            | السنة | [ 15 ]  | [ 16 ]  | [ 17 ]  | الألبوم          |
| ---------------------------------- | ----- | ------- | ------- | ------- | ---------------- |
| "أنظر إلينا الآن" "Look at Us Now" | 2017  | 30      | —       | —       | أغنية بدون ألبوم |
| "ممتاز" "Perfect"                  | 2018  | 38      | 73      | 98      | سيُعلن لاحقاً      |